# Jean Tabary
Jean Tabary (5 de março de 1930 - 18 de agosto de 2011) foi um quadrinista francês, conhecido por seu trabalho como ilustrador da série Iznogoud, criada em parceria com o roteirista René Goscinny.